# Miloslav Šebek
Miloslav Šebek (* 27. října 1956, Nymburk) je bývalý český fotbalista, záložník.

## Fotbalová kariéra
Odchovanec SB Poděbrady. Na vojně hrál za VTJ Hradec Králové, odkud přestoupil do Kolína. V roce 1981 si ho jako posilu vyhlédl Jablonec. V lize hrál za Slavii Praha. V československé lize nastoupil v 35 utkáních a dal 2 góly.

## Ligová bilance
| Ročník  | Zápasy | Góly | Klub          |
| ------- | ------ | ---- | ------------- |
| 1981/82 | 24     | 1    | LIAZ Jablonec |
| 1982/83 | 16     | 1    | Slavia Praha  |
| 1983/84 | 19     | 1    | Slavia Praha  |
| CELKEM  |        |      |               |